# 中山武憲
中山 武憲（なかやま たけのり、1944年 - ）は、日本の法学者。学位は経済法。名古屋経済大学名誉教授。元公取官僚。

## 来歴
富山県福岡町生まれ。金沢大学附属高等学校を経て、1969年に滋賀大学経済学部を卒業。同年公正取引委員会事務局に入局。この間2年間通商産業省。1982年以降、公正取引委員会事務局官房、取引部、審査部の各課・室長、名古屋地方事務所長等を経て、1991年に公正取引委員会事務局退職。同年名古屋経済大学企業法制研究所教授に就任。1994年に同法学部教授となり、2012年名誉教授。

## 著書

### 単著
- 『韓国独占禁止法の研究』(信山社、2001年)

### 共著
- 『企業結合と買収の法理』(中央経済社、1992年)
- 『現代裁判法廷大系22巻独占禁止法』(新日本法規出版、1998年)
- 『競争法の現代的諸相』(信山社、2005年)
- 『競争法の東アジア共同市場』(日本評論社、2008年)

### 共編著
- 『Q&A下請法―下請取引規制の理論と実務』（青林書院、2004年）

## 所属学会等
- 日本経済法学会会員
- 日本国際経済法学会会員
- 岐阜県入札監視委員会委員長
- 中日本高速道路（株）人事・倫理委員会委員（委員長代理）